# Crónica Rotense
Por ordem cronológica das crónicas que fazem referência à Monarquia Asturiana e à sua história, a de maior antiguidade é a Crónica Albeldense e, em seguida, a Crónica de Afonso III. Desta última, a primeira "versão" é a Crónica Rotense e, posteriormente, surge a Crónica Ovetense, a qual dava maior ênfase no destaque de Pelágio como sucessor dos Reis de Toledo, ie, do Reino Visigótico; a finalidade destas duas crónicas seria a de demonstrar a hereditariedade do Reino Visigodo no Reino das Astúrias.